# Norges U/16-fodboldlandshold
Norges U/16-fodboldlandshold er Norges landshold for fodboldspillere, som er under 16 år. Landsholdet bliver administreret af Norges Fotballforbund.